# Prionocera abscondita
Prionocera abscondita är en tvåvingeart som beskrevs av Paul Lackschewitz 1933. Prionocera abscondita ingår i släktet Prionocera och familjen storharkrankar. Enligt den finländska rödlistan är arten sårbar i Finland. Artens livsmiljö är öppna mellankärr. Inga underarter finns listade i Catalogue of Life.